# Dries De Bondt
Dries De Bondt (ur. 4 lipca 1991 w Bornem) – belgijski kolarz szosowy.

## Osiągnięcia
Opracowano na podstawie:

2015
- 1. miejsce na 1. etapie Ronde van Midden-Nederland (jazda drużynowa na czas)

2016
- 1. miejsce na 2. etapie Ronde de l’Oise
- 1. miejsce w Halle–Ingooigem

2018
- 2. miejsce w Ronde van Drenthe
- 3. miejsce w Grote Prijs Marcel Kint
- 2. miejsce w Tacx Pro Classic

2019
- 1. miejsce w Halle–Ingooigem
- 3. miejsce w Tour de Wallonie
- 2. miejsce w Omloop van het Houtland Lichtervelde
- 1. miejsce w Memorial Rik Van Steenbergen

2020
- 1. miejsce na 3. etapie Étoile de Bessèges
- 1. miejsce w klasyfikacji górskiej Volta ao Algarve
- 2. miejsce w Druivenkoers Overijse
- 1. miejsce w mistrzostwach Belgii (start wspólny)

2021
- 1. miejsce w klasyfikacji sprinterskiej Giro d’Italia
  - 1. miejsce w klasyfikacji najaktywniejszych

2022
- 3. miejsce w Le Samyn
- 2. miejsce w Grote Prijs Jean-Pierre Monseré
- 2. miejsce w Grand Prix de Denain
- 1. miejsce na 18. etapie Giro d’Italia

2023
- 1. miejsce w Antwerp Port Epic

## Rankingi
| Rok             | 2014 | 2015 | 2016 | 2017  | 2018 | 2019 | 2020 | 2021 | 2022 | 2023 | 2024 |
| --------------- | ---- | ---- | ---- | ----- | ---- | ---- | ---- | ---- | ---- | ---- | ---- |
| World Ranking   |      |      | 283. | 1039. | 244. | 101. | 171. | 368. | 102. | 428. | 526. |
| UCI Europe Tour | 639. | 544. | 125. | 649.  | 102. | 83.  | 141. | 306. | 85.  | -    | -    |
|                 |      |      |      |       |      |      |      |      |      |      |      |
| Źródło: UCI     |      |      |      |       |      |      |      |      |      |      |      |